# Мусинци
Мусинци (на македонска литературна норма: Мусинци) е село в южната част на Северна Македония, в община Могила.

## География
Селото е разположено на 630 m надморска височина в областта Пелагония, южно от град Прилеп и североизточно от град Битоля.

## История
В XIX век Мусинци е село в Прилепска кааза на Османската империя. Името му на турски е Муса Оба. В „Етнография на вилаетите Адрианопол, Монастир и Салоника“, издадена в Константинопол в 1878 година и отразяваща статистиката на населението от 1873 година, Мусенци (Moussentzi) е посочено като село със 74 домакинства и 240 жители мюсюлмани, 85 българи и 10 цигани.
Според статистиката на Васил Кънчов („Македония. Етнография и статистика“) от 1900 година Мусинци има 540 жители, от които мнозинството от 450 души са турци, 80 българи християни и 10 цигани.
На Етнографската карта на Битолския вилает на Картографския институт в София от 1901 година Мусинци е смесено село българи, албанци и турци в Прилепската каза на Битолския санджак с 83 къщи.
В началото на XX век населението на селото е под върховенството на Българската екзархия. По данни на секретаря на екзархията Димитър Мишев („La Macédoine et sa Population Chrétienne“) през 1905 година в Мусинци има 80 българи екзархисти.
Според Димитър Гаджанов в 1916 година в Мусинци живеят 556 турци.
В 1992 година започва строежът на църквата „Рождество Богородично“. В селото има и църква „Света Петка“.
Според преброяването от 2002 година селото има 302 жители, от които:
| Години | Северномакедонци | Албанци | Турци | Цигани | Власи | Сърби | Бошняци | Други | Общо |
| ------ | ---------------- | ------- | ----- | ------ | ----- | ----- | ------- | ----- | ---- |
| 1948   | —                | —       | —     | —      | —     | —     | —       | —     | 1042 |
| 1953   | 18               | 1       | 1200  | —      | —     | —     | —       | 3     | 1222 |
| 1961   | 480              | 4       | 90    | —      | —     | —     | —       | 7     | 575  |
| 1971   | 361              | 1       | 31    | —      | —     | —     | —       | 3     | 396  |
| 1981   | 353              | —       | 21    | —      | —     | —     | 13      | 2     | 388  |
| 1994   | 284              | 1       | 24    | —      | —     | —     | —       | —     | 309  |
| 2002   | 284              | 1       | 16    | —      | —     | 1     | —       | —     | 302  |

## Личности
Починали в Мусинци
- Петър Гинчев Петров, български военен деец, поручик, загинал през Първата световна война[9]